# Adam Medyński
Adam Medyński (ur. 3 stycznia 1937, zm. 23 czerwca 2025) – polski szermierz i trener szpady, twórca sukcesów szpadzistów AZS Politechnika Wrocław.

## Życiorys
Jako zawodnik wywalczył brązowy medal w szpadowym turnieju drużynowym Letniej Uniwersjady w 1965. W 1958 rozpoczął karierę trenerską w AZS Wrocław, od 1966 w duecie trenerskim z żoną, byłą zawodniczką Weroniką. W 1977 stworzył sekcję szermierki w ramach międzyuczelnianego klubu AZS Politechnika Wrocław. Jego podopiecznymi byli m.in. Leszek Swornowski, Mariusz Strzałka, Andrzej Lis, Robert Felisiak, Piotr Sozański. Poprowadził swoich zawodników do wicemistrzostwa olimpijskiego w turnieju drużynowym szpadzistów na Igrzyskach Olimpijskich w Moskwie (1980), a także pięciu tytułów indywidualnego mistrza Polski (1978 i 1986 – Swornowski, 1982 – Lis, 1984 – Felisiak, 1985 – Sozański) i dziesięciu tytułów drużynowego mistrza Polski z rzędu (1977–1986). W 1986 jego zawodnicy po konflikcie odeszli do innego wrocławskiego klubu – Kolejarza. W dalszym ciągu kontynuował jednak karierę trenerską, a trenowana przez niego Anita Iwańska zdobyła mistrzostwo Polski w 1991. W 1992 rozpoczął pracę w AZS AWF Wrocław, w którym pracował do 2010. Wśród jego zawodników byli Joanna Jakimiuk (mistrzyni świata w 1995), oraz drużynowi wicemistrzowie olimpijscy z 2008 Tomasz Motyka i Robert Andrzejuk. W tej generacji zawodników jego podopieczni sięgnęli czternastokrotnie po mistrzostwo Polski: ośmiokrotnie indywidualnie (Andrzejuk – 1999, 2000, Motyka – 2002–2004, 2007, 2009 oraz córka Anna Medyńska – 1995) i sześciokrotnie drużynowo (1995, 2000, 2002, 2004, 2006, 2008). Od 2010 był trenerem w Klubie Sportowym Szpada Wrocław.
Pięciokrotnie wybierano go najlepszym trenerem Dolnego Śląska (1978–1980, 1995 i 2008) w Plebiscycie „Słowa Polskiego”, a następnie „Gazety Wrocławskiej”.